# 大磯車站
大磯車站（日语：／ Ōiso eki */?）是東日本旅客鐵道（JR東日本）東海道本線鐵路車站，位於日本中郡大磯町東小磯，是大磯町的主車站。
目前有東京站起迄系統、經新宿站直通高崎線的湘南新宿線、經東京站與上野站直通宇都宮線及高崎線的上野東京線等三個運行系統停靠。
大磯車站曾在2000年時，入選第四回的關東車站百選。

## 歷史
- 1887年（明治20年）7月11日：國鐵東海道本線舊橫濱站至國府津站通車，本站開業。原先未有設站計畫，但為了開發海水浴場，在醫師松本順（日语：松本良順）提案下設站。

- 1962年（昭和37年）4月21日：廢止貨物處理業務。
- 1972年（昭和47年）3月15日：廢止行李處理業務。
- 1987年（昭和62年）4月1日：國鐵分割民營化，本站劃屬東日本旅客鐵道（JR東日本）。
- 2000年（平成12年）：入選關東車站百選。
- 2001年（平成13年）11月18日：IC卡「Suica」啟用。
- 2008年（平成20年）2月27日：電梯、電扶梯啟用。
- 2009年（平成21年）2月6日：本站獲經濟產業省認定為近代化產業遺產（日语：近代化産業遺産）[2]。
- 2015年（平成27年）7月1日：由直營站改為平塚站管理之業務委託站[3]。

## 車站構造
本站為島式月台1面2線地面車站，三角屋頂的站房是其特色。
站內有自動驗票閘門、綠色窗口、指定席售票機。2016年2月28日起，上午6點45分以前實施遠距服務（由平塚站執行站務），沒有站員駐守，乘客可從自動售票機購票。
現為平塚站管理的業務委託站（委託JR東日本車站服務）。

### 月台配置
| 月台 | 路線     | 方向 | 目的地                                                              |
| ---- | -------- | ---- | ------------------------------------------------------------------- |
| 1    | 東海道線 | 下行 | 小田原、熱海、沼津方向                                              |
| 2    | 東海道線 | 上行 | 橫濱、品川、東京、上野、澀谷、新宿方向 （上野東京線）（湘南新宿線） |

（來源：JR東日本:車站構內圖（页面存档备份，存于））

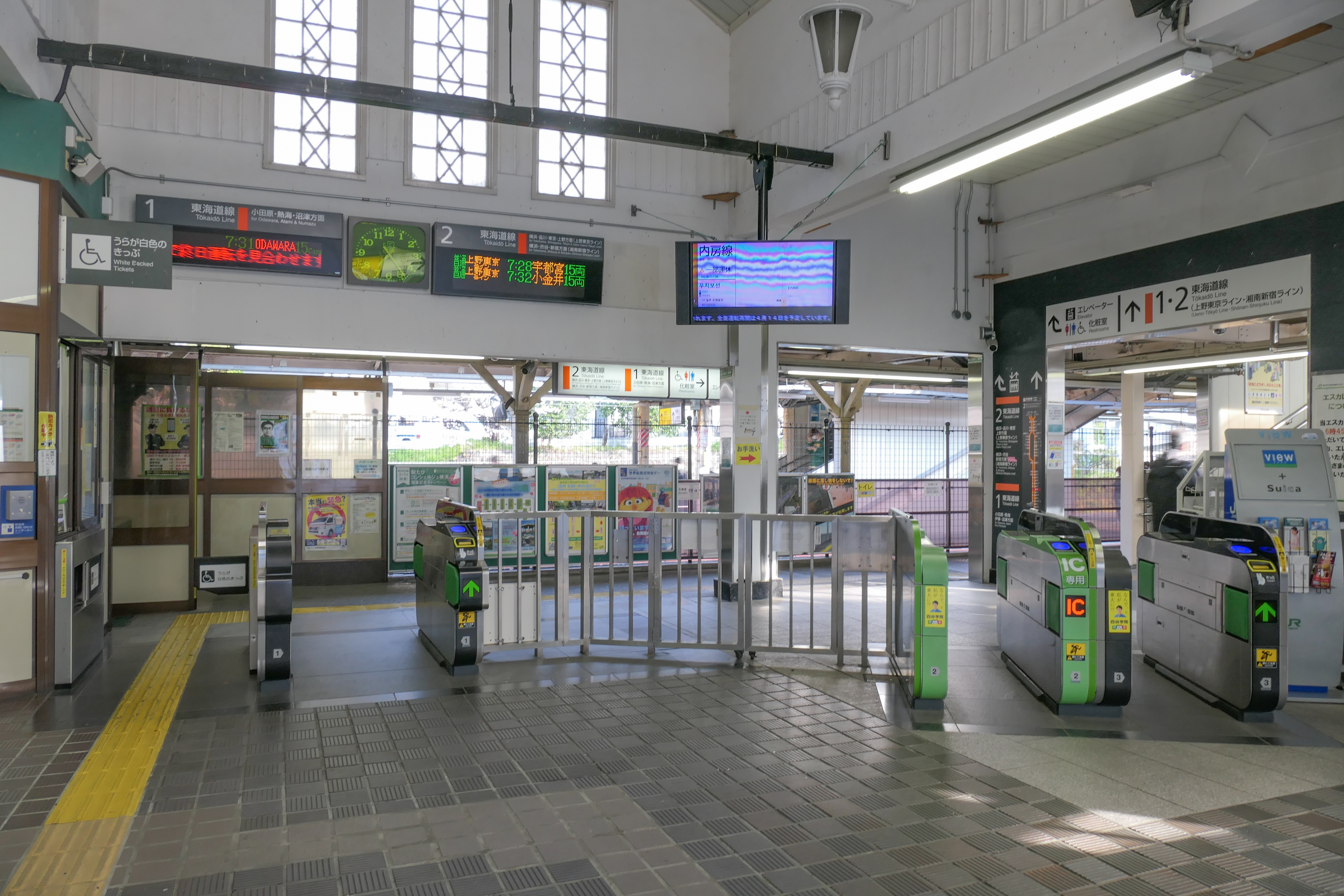
閘口（2022年4月）
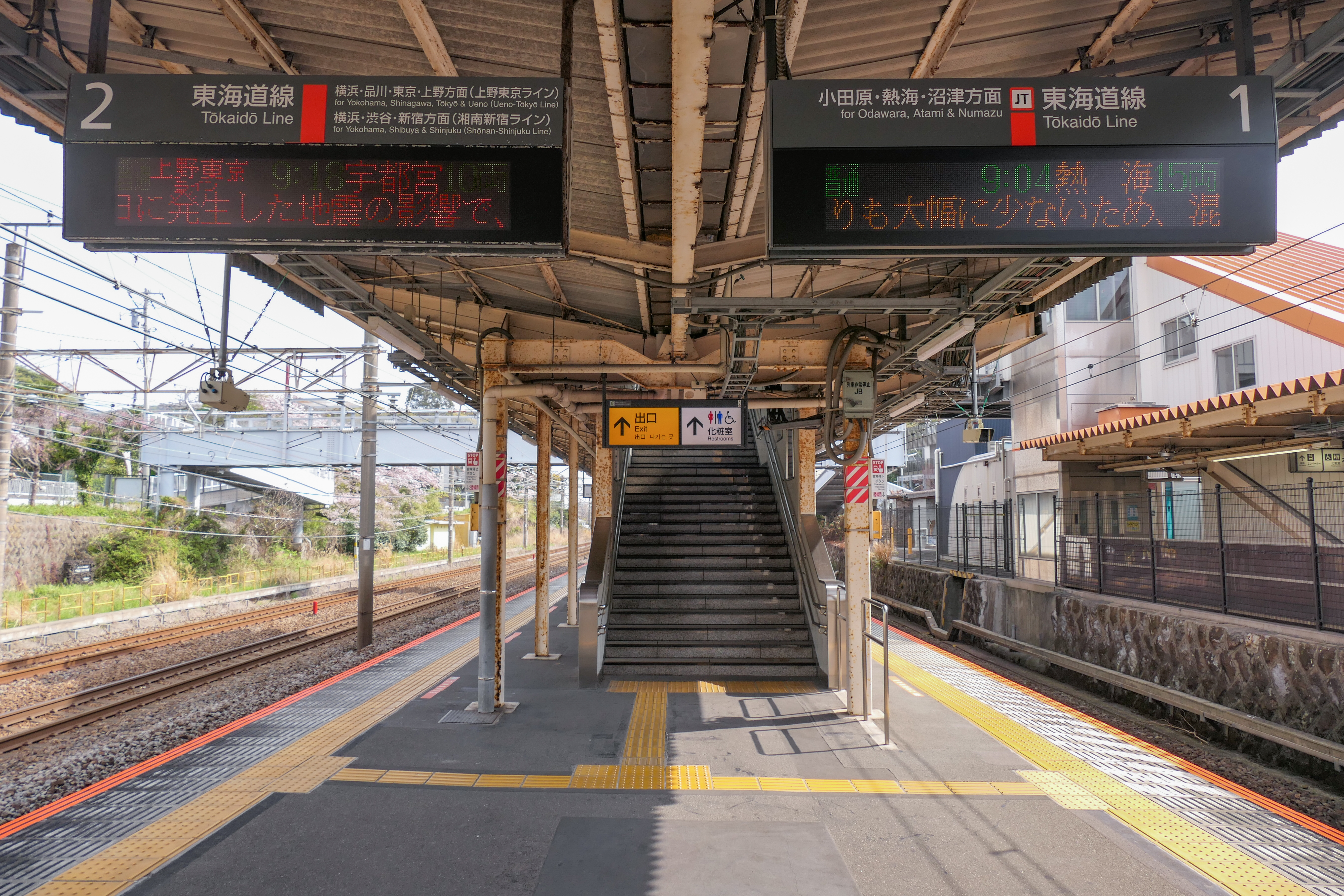
月台（2022年4月）

## 使用情況
2019年（令和元年）度1日平均上車人次為8,053人。
近年的推移如下表。
| 年度               | 1日平均 上車人次 | 來源       |
| ------------------ | ---------------- | ---------- |
| 1995年（平成07年） | 8,022            | [ 統計 2 ] |
| 1996年（平成08年） | 7,801            |            |
| 1997年（平成09年） | 7,535            |            |
| 1998年（平成10年） | 7,402            | [ * 1 ]    |
| 1999年（平成11年） | 7,291            | [ * 2 ]    |
| 2000年（平成12年） | 7,211            | [ * 2 ]    |
| 2001年（平成13年） | 7,255            | [ * 3 ]    |
| 2002年（平成14年） | 7,209            | [ * 4 ]    |
| 2003年（平成15年） | 7,184            | [ * 5 ]    |
| 2004年（平成16年） | 7,185            | [ * 6 ]    |
| 2005年（平成17年） | 7,282            | [ * 7 ]    |
| 2006年（平成18年） | 7,303            | [ * 8 ]    |
| 2007年（平成19年） | 7,441            | [ * 9 ]    |
| 2008年（平成20年） | 7,579            | [ * 10 ]   |
| 2009年（平成21年） | 7,546            | [ * 11 ]   |
| 2010年（平成22年） | 7,564            | [ * 12 ]   |
| 2011年（平成23年） | 7,605            | [ * 13 ]   |
| 2012年（平成24年） | 7,673            | [ * 14 ]   |
| 2013年（平成25年） | 7,928            | [ * 15 ]   |
| 2014年（平成26年） | 7,831            | [ * 16 ]   |
| 2015年（平成27年） | 8,033            | [ * 17 ]   |
| 2016年（平成28年） | 8,051            | [ * 18 ]   |
| 2017年（平成29年） | 8,152            |            |
| 2018年（平成30年） | 8,236            |            |
| 2019年（令和元年） | 8,053            |            |

## 車站周邊
- 大磯長灘（日语：大磯ロングビーチ）、大磯王子大飯店（日语：プリンスホテル） - 巴士10分
- 大磯海水浴場（日语：大磯海水浴場）：日本最古老的海水浴場。步行10分
- 鴫立庵（日语：鴫立庵） - 以西行法師詠歌命名的俳諧道場。
- 大磯港（日语：大磯港）
- 大磯警察署（日语：大磯警察署）大磯站前交番
- 大磯郵便局
- 大磯町立圖書館
- 國道1號
- 大磯町消防本部
- 大磯町役場
- 坂田山（日语：坂田山）
- 神奈川縣立大磯高等學校（日语：神奈川県立大磯高等学校）

## 巴士路線
大磯站
除了備註寫明以外的路線都由神奈川中央交通（神奈川中央交通西）運行。
- 西行（道路對側）
  - [磯01] 經大磯運動公園、馬場、虫窪、恒道園往二宮站北口 ※班次少。
  - [磯06] 往大磯長灘（日语：大磯ロングビーチ）（神奈中、伊豆箱根巴士（日语：伊豆箱根バス）） ※夏季運行。直達。
  - [磯07] 往大磯王子大飯店 ※ 僅白天。夏季磯08運行時停駛
  - [磯13] 經西公園往湘南大磯住宅
  - [磯14] 經湘南大磯住宅往二宮站北口
  - [平47] 往二宮站南口
- 東行 （站房前）
  - [平39] 經下花水橋往平塚站南口
  - [平47、平48] 經古花水往平塚站北口

大磯局前
由神奈川中央交通（神奈川中央交通西）運行
- 西行
  - [無系統] 經細石、大磯小學校往大磯站
  - [平44] 經細石、二宮站南口、國府津站往小田原站（僅週六1班）
  - [平46] 經細石往二宮站南口
- 東行
  - [平39] 經下花水橋往平塚站南口
  - [平45、46、47、48] 經古花水往平塚站北口

## 相鄰車站
東日本旅客鐵道
 東海道線
■快速「ACTY」（東京方向起訖）、■（湘南新宿線）特別快速（經湘南新宿線）
通過
■普通（東京方向起訖）、■快速（經湘南新宿線，下行列車自戶塚站起為普通列車）
平塚（JT 11）－大磯（JT 12）－二宮（JT 13）

### 使用情況
JR東日本統計資料
1. ↑  大磯の統計 （页面存档备份，存于） - 大磯町
2. ↑  線区別駅別乗車人員（1日平均）の推移 （页面存档备份，存于） - 17ページ

JR東日本2000年度以後的上車人次
1. ↑  各駅の乗車人員（2000年度） （页面存档备份，存于） - JR東日本
2. ↑  各駅の乗車人員（2001年度） （页面存档备份，存于） - JR東日本
3. ↑  各駅の乗車人員（2002年度） （页面存档备份，存于） - JR東日本
4. ↑  各駅の乗車人員（2003年度） （页面存档备份，存于） - JR東日本
5. ↑  各駅の乗車人員（2004年度） （页面存档备份，存于） - JR東日本
6. ↑  各駅の乗車人員（2005年度） （页面存档备份，存于） - JR東日本
7. ↑  各駅の乗車人員（2006年度） （页面存档备份，存于） - JR東日本
8. ↑  各駅の乗車人員（2007年度） （页面存档备份，存于） - JR東日本
9. ↑  各駅の乗車人員（2008年度） （页面存档备份，存于） - JR東日本
10. ↑  各駅の乗車人員（2009年度） （页面存档备份，存于） - JR東日本
11. ↑  各駅の乗車人員（2010年度） （页面存档备份，存于） - JR東日本
12. ↑  各駅の乗車人員（2011年度） （页面存档备份，存于） - JR東日本
13. ↑  各駅の乗車人員（2012年度） （页面存档备份，存于） - JR東日本
14. ↑  各駅の乗車人員（2013年度） （页面存档备份，存于） - JR東日本
15. ↑  各駅の乗車人員（2014年度） （页面存档备份，存于） - JR東日本
16. ↑  各駅の乗車人員（2015年度） （页面存档备份，存于） - JR東日本
17. ↑  各駅の乗車人員（2016年度） （页面存档备份，存于） - JR東日本
18. ↑  各駅の乗車人員（2017年度） （页面存档备份，存于） - JR東日本
19. ↑  各駅の乗車人員（2018年度） （页面存档备份，存于） - JR東日本
20. ↑  各駅の乗車人員（2019年度） （页面存档备份，存于） - JR東日本

神奈川縣縣勢要覽
1. ↑  平成12年 - 220ページ
2. 1 2  平成13年PDF - 222ページ
3. ↑  平成14年PDF - 220ページ
4. ↑  平成15年PDF - 220ページ
5. ↑  平成16年PDF - 220ページ
6. ↑  平成17年PDF - 222ページ
7. ↑  平成18年PDF - 222ページ
8. ↑  平成19年PDF - 224ページ
9. ↑  平成20年PDF - 228ページ
10. ↑  平成21年PDF - 238ページ
11. ↑  平成22年PDF - 236ページ
12. ↑  平成23年PDF - 236ページ
13. ↑  平成24年PDF - 232ページ
14. ↑  平成25年PDF - 234ページ
15. ↑  平成26年PDF - 236ページ
16. ↑  平成27年PDF - 236ページ
17. ↑  平成28年PDF -244ページ
18. ↑  平成29年PDF - 236ページ

## 外部連結
- 車站資訊（大磯）：東日本旅客鐵道

35°18′40″N 139°18′48″E / 35.31111°N 139.31333°E